# タイラー・アードロン
タイラー・アードロン（Tyler Ardron、1991年6月16日 - ）は、トップ14カストル・オランピックに所属するラグビーユニオン選手。

## プロフィール
- カナダ・ピーターボロ出身[1]。
- ポジションはロック(LO)。
- 身長 194cm、体重 110kg[2]
- U20カナダ代表に選ばれたことがある[3]。
- カナダ代表キャップは37（2020年3月現在）。
- ワールドカップ2015・2019のカナダ代表主将を務めた[4]。
- バーバリアンズに選ばれたことがある[5]。

## 略歴
オスプリーズ、ベイ・オブ・プレンティを経て、2018年、チーフスに加入。
2020年、カストル・オランピックに加入。